# 刘维民
刘维民（1962年9月—）是一位中国材料科学家。

## 生平
1984年取得山东师范大学化学学士学位，1990年获兰州化学物理研究所理学博士学位，之后成为该所研究员。主要从事材料润滑和材料摩擦的研究。曾获中国青年科技奖（2004）、何梁何利科学与技术进步奖（2016）。现任职中国科学院兰州化学物理研究所，2013年入选中国科学院院士，2016年入选发展中国家科学院院士。